# 黄花白及
黄花白及（学名：Bletilla ochracea）为兰科白及属下的一个种。

## 扩展阅读
- 维基共享资源上的相關多媒體資源：黄花白及
- 維基物種上的相關：黄花白及